# Cryphia dilutata
Cryphia dilutata là một loài bướm đêm trong họ Noctuidae.